# Amygdales (South Park)
Pour les articles homonymes, voir Amygdale.
Amygdales (Tonsil Trouble en VO) est le premier épisode de la douzième saison de la série animée South Park, ainsi que le 168e épisode de l'émission.

## Résumé

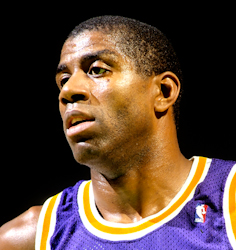
Magic Johnson, qui détient le remède au SIDA (dans South Park).

Lors d'une ablation des amygdales, Cartman reçoit du sang contaminé par le virus du SIDA et devient séropositif. Sa mère est abattue, tandis que la colère s'empare de lui.
À l'école, on réunit Kenny, Stan, Kyle, Butters, ainsi que leurs familles, afin de leur apprendre la nouvelle et de recommander aux enfants de ne pas faire preuve d'ostracisme vis-à-vis de Cartman. Kyle toutefois sort en catastrophe de la réunion et éclate de rire. Furieux de constater que le Sida n'horrifie plus autant les gens depuis que les traitements permettent de prolonger la vie des malades, Cartman décide d'organiser un gala de soutien. Mais l'initiative fait un flop : Elton John est remplacé par le chanteur médiocre Jimmy Buffett, et personne, à part Butters et Jimmy, ne vient soutenir Cartman. Celui-ci est particulièrement irrité à l'idée que Kyle puisse penser qu'il mérite ce qu'il lui arrive.
À la nuit tombée, Butters et Cartman s'introduisent chez Kyle et Cartman lui fait boire son sang. Le lendemain, le Dr Docteur apprend à Kyle qu'il est séropositif. Kyle comprend vite que Cartman lui a inoculé sa maladie. Dans la cour de récré, il menace Cartman de le tuer et le confronte à son état. Une bagarre terrible a lieu, et M. Mackey est obligé de séparer les adversaires. Chez la principale, Cartman s'excuse mais Victoria et Mackey rappellent à Kyle qu'il n'est pas tout blanc dans cette affaire. Kyle redouble de fureur et se rend dans la chambre de Cartman pour tout y détruire. Au moment où il s’apprête à fracasser sa Xbox, Cartman tente de s'excuser et suggère à Kyle qu'il y aurait peut-être moyen de les guérir tous les deux grâce à Magic Johnson, car celui-ci aurait apparemment développé une forme d'immunité contre le virus. Ils prennent donc l'avion pour rejoindre le célèbre basketteur. Kyle est de plus en plus irrité contre Cartman qui essaie de créer entre eux une fausse complicité en ne cessant de faire des calembours sur le mot « séro-positif ». Les maladroites tentatives de Kyle pour expliquer la situation ne font que générer un quiproquo selon lequel Cartman l'aurait contaminé lors d'un rapport sexuel.
Ils découvrent finalement que Magic Johnson est richissime et que le fait qu'il dorme avec son argent serait une clé de la guérison. Avec l'aide de l'argent de Johnson, ils créent une sorte de vaccin à base d'argent liquide (au sens propre), et lorsque les médecins analysent le sang de Kyle, ils découvrent qu'il est séronégatif. La nouvelle fait grand bruit : on a trouvé un vaccin contre le SIDA !
Au cours d'une cérémonie, Kyle et Cartman sont présentés comme deux jeunes amis braves, mais Kyle tient à rappeler que Cartman n'est pas son ami parce qu'il lui a refilé le VIH. Le commentateur « rectifie » son erreur en les appelant « deux jeunes homosexuels ». Jimmy Buffett arrive sur scène au grand désarroi des deux enfants. Cartman croit que tout est arrangé, mais Kyle veut toujours lui détruire sa Xbox...